# ولودو
کائتانو ده سیلوا ناسیمنتو با نام مستعار ولودو (پرتغالی: Veludo; ۷ اوت ۱۹۳۰ – ۲۶ اکتبر ۱۹۷۹) بازیکن فوتبال اهل برزیل بود.
از باشگاه‌هایی که در آن بازی کرده‌است می‌توان به باشگاه فوتبال اتلتیکو مینیرو، باشگاه فوتبال ناسیونال (اروگوئه)، باشگاه فوتبال فلومیننزه، و باشگاه فوتبال سانتوس اشاره کرد.
وی همچنین در تیم ملی فوتبال برزیل بازی کرده‌است.